# Calliergon breidleri
Calliergon breidleri là một loài Rêu trong họ Amblystegiaceae. Loài này được (Jur.) G. Roth mô tả khoa học đầu tiên năm 1899.